# 1583
- Wikisource

| Calendário gregoriano                                                        | 1583 MDLXXXIII                      |
| Ab urbe condita                                                              | 2336                                |
| Calendário arménio                                                           | 1032 – 1033                         |
| Calendário bahá'í                                                            | -261 – -260                         |
| Calendário budista                                                           | 2127                                |
| Calendário chinês                                                            | 4279 – 4280 Início a 24 de janeiro  |
| Calendário copta                                                             | 1299 – 1300                         |
| Calendário etíope                                                            | 1575 – 1576                         |
| Calendários hindus - Vikram Samvat - Calendário nacional indiano - Cáli Iuga | 1638 – 1639 1504 – 1505 4683 – 4684 |
| Calendário Holoceno                                                          | 11583                               |
| Calendário islâmico                                                          | 991 – 992                           |
| Calendário judaico                                                           | 5343 – 5344                         |
| Calendário persa                                                             | 961 – 962                           |
| Calendário rúnico                                                            | 1833                                |
| Calendário solar tailandês                                                   | 2126                                |

- Wikisource

| Calendário gregoriano                                                        | 1583 MDLXXXIII                      |
| Ab urbe condita                                                              | 2336                                |
| Calendário arménio                                                           | 1032 – 1033                         |
| Calendário bahá'í                                                            | -261 – -260                         |
| Calendário budista                                                           | 2127                                |
| Calendário chinês                                                            | 4279 – 4280 Início a 24 de janeiro  |
| Calendário copta                                                             | 1299 – 1300                         |
| Calendário etíope                                                            | 1575 – 1576                         |
| Calendários hindus - Vikram Samvat - Calendário nacional indiano - Cáli Iuga | 1638 – 1639 1504 – 1505 4683 – 4684 |
| Calendário Holoceno                                                          | 11583                               |
| Calendário islâmico                                                          | 991 – 992                           |
| Calendário judaico                                                           | 5343 – 5344                         |
| Calendário persa                                                             | 961 – 962                           |
| Calendário rúnico                                                            | 1833                                |
| Calendário solar tailandês                                                   | 2126                                |

1583 (MDLXXXIII, na numeração romana) foi um ano comum do século XVI que começou num sábado, segundo o calendário gregoriano. A sua letra dominical foi B. A terça-feira de Carnaval ocorreu a 22 de fevereiro e o domingo de Páscoa a 10 de abril. Segundo o horóscopo chinês, foi o ano da Cabra, começando a 24 de janeiro.
| Ano completo                   |
| ------------------------------ |
| Ano comum com início ao sábado |

| Ano completo                   |
| ------------------------------ |
| Ano comum com início ao sábado |

## Eventos
- Humphrey Gilbert chega à Terra Nova e declara-a colónia inglesa.

## Julho
- 26 de Julho a ilha Terceira, Açores é atacada pelas forças do Marquês de Santa Cruz de Mudela, D. Álvaro de Bazán.
- 27 de Julho - uma armada de 27 navios sob o comando de D. Álvaro de Bazán, marquês de Santa Cruz e a mando de Filipe II de Espanha, com tropas capitaneadas pelo Mestre de Campo D. Lopo de Figueroa, logram sucesso no desembarque da Baía das Mós (atual freguesia de São Sebastião), derrotando as forças leais a D. António Prior do Crato, apesar da artilharia constante dos Forte de Santa Catarina das Mós, do Forte da Greta, do Forte do Bom Jesus e do Forte do Pesqueiro dos Meninos que cercam a baía;
- 28 de Julho - Começa o saque de Angra pelos espanhóis.

## Agosto
- 2 de Agosto a ilha do Faial, Açores é atacada por Pedro Henriquez d'Azevedo y Toledo por ordem de D. Álvaro de Bazán.
- 11 de Agosto - Aclamação do rei Filipe II de Espanha na vila da Praia da ilha Terceira, Açores.

## Outubro
- 21 de Outubro – Naufrágio na Baía de Angra de 3.º patachos, embarcação que tinha sido confiscada pelos Espanhóis à Armada do Prior do Crato.

## Nascimentos
- Ngola Ana Nzinga Mbande, rainha dos reinos do Ndongo e Matamba. († 1663)

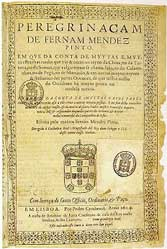
Peregrinação, narrativa autobiográfica do navegador Fernão Mendes Pinto (c.1509-1583).

## Mortes
- 8 de julho - Fernão Mendes Pinto, aventureiro  e explorador português, dos primeiros europeus a visitar o Japão.

## Epacta e idade da Lua
| Epacta gregoriana | 7       |
| Idade da Lua      | Letra g |

## Por tema
- 1583 na literatura
- 1583 na música